# Vassbrosking
Vassbrosking (Marasmius limosus) är en svampart som beskrevs av Boud. & Quél. 1877. Vassbrosking ingår i släktet Marasmius och familjen Marasmiaceae.  Arten är reproducerande i Sverige. Inga underarter finns listade i Catalogue of Life.